# Puccinia pimpinellae
Puccinia pimpinellae (F. Strauss) Link – gatunek grzybów z rodziny rdzowatych (Pucciniaceae). Grzyb mikroskopijny pasożytujący niemal wyłącznie na roślinach z rodzaju biedrzeniec (Pimpinella). Wywołuje u nich chorobę zwaną rdzą.

## Systematyka i nazewnictwo
Pozycja w klasyfikacji według Index Fungorum: Puccinia, Pucciniaceae, Pucciniales, Incertae sedis, Pucciniomycetes, Pucciniomycotina, Basidiomycota, Fungi}.
Takson ten opisał w 1811 r. Friedrich Karl Joseph von Strauss nadając mu nazwę Uredo pimpinellae. Obecną, uznaną przez Index Fungorum nazwę nadał mu Johann Heinrich Friedrich Link w 1824 r.
Synonimy:
- Aecidium bunii var. poterii Cooke 1871
- Aecidium pimpinellae L.A. Kirchn. 1856
- Aecidium poterii Cooke 1864
- Dicaeoma pimpinellae (F. Strauss) Kuntze 1898
- Lecythea poterii Lév. 1847
- Trichobasis pimpinellae (F. Strauss) Cooke 1865
- Uredo pimpinellae F. Strauss 1811

## Charakterystyka
Puccinia pimpinellae jest pasożytem jednodomowym, tzn. że cały jego cykl życiowy odbywa się na tym samym żywicielu. Ecja, uredinia i telia tworzą się na dolnej stronie blaszki liściowej. Ecja mają postać kubków tworzących się na niewielkich zgrubieniach. W cynamonowo-brązowych urediniach powstają po 2–3 zarodniki. Telia podobne, ale czarniawo brązowe. Dwukomórkowe teliospory na krótkich, liściastych trzonkach. Mają grubościenne ściany i dwie pory rostkowe bez brodawki.
Puccinia pimpinellae występuje w licznych krajach Europy i jest szeroko rozprzestrzeniona w Ameryce Północnej. Podano jej występowanie także w Ameryce Południowej (Kolumbia), Afryce (Maroko i Algieria) i Azji (Pakistan, Indie, Japonia).
W Polsce opisano występowanie na starodubie łąkowym (Ostericum palustre), biedrzeńcu anyżu (Pimpinella anisum), biedrzeńcu wielkim (Pimpinella major), biedrzeńcu czarnym (Pimpinella niger) i biedrzeńcu mniejszym (Pimpinella saxifraga).